# El traspatio
El traspatio é um filme de drama mexicano de 2009 dirigido e escrito por Carlos Carrera. Foi selecionado como representante do México à edição do Oscar 2010, organizada pela Academia de Artes e Ciências Cinematográficas.

## Elenco
- Ana de la Reguera como Blanca Bravo
- Marco Pérez como Fierro
- Asur Zagada como Juanita Sánchez
- Iván Cortes como Cutberto
- Jimmy Smits como Mickey Santos
- Joaquín Cosio como Peralta
- Alejandro Calva como Comandante
- Amorita Rasgado como Margara
- Enoc Leaño como governador
- Carolina Politti como Sara